# 本鄉車站 (愛知縣)
本鄉車站（日语：／ Hongō eki */?）是位於愛知縣名古屋市名東區本鄉二丁目，為名古屋市營地下鐵東山線之車站。車站編號為H21。

## 車站結構
為2面2線側式月台之高架車站。

### 月台配置
| 月台 | 路線   | 目的地               |
| ---- | ------ | -------------------- |
| 1    | 東山線 | 藤丘方向             |
| 2    | 東山線 | 榮、名古屋、高畑方向 |

## 相鄰車站
名古屋市營地下鐵
 東山線
上社（H20）－本鄉（H21）－藤丘（H22）

## 外部連結
- 本鄉 - 名古屋市交通局

35°10′31″N 137°00′49″E / 35.175400°N 137.013504°E